# 岳璘帖穆爾
岳璘帖穆尔（?—?），又作岳璘帖木儿，元朝畏兀儿人。祖籍西域，原籍高昌回鹘。

## 生平
他是唐朝时后突厥国相暾欲谷的后裔。他的兄长仳理伽普华，担任高昌回鹘国相，向亦都护巴而朮·阿而忒·的斤献计，杀西辽少监，归降蒙古帝国。岳璘帖穆尔精通畏兀儿文字，奉命赴蒙古汗庭。十五岁，以质子从成吉思汗征讨，多战功。后奉命训导皇弟斡赤斤等诸王子学习畏兀儿字书，让他们以孝弟敦睦、仁厚不杀为先，受嘉奖。从攻金朝河南，曾迁徙酇县民众百姓万余户至乐安。任河南等处军民都达鲁花赤。在河西，察其地荒芜缺水，凿井解决缺水问题。窝阔台汗时选充大断事官，从斡赤斤出镇顺天（治今河北保定）等路，宽征徭，州郡清宁。不久又负责监理河南等处军民，六十七岁在保定去世。追赠山东宣慰使，谥庄简。有子十人：益弥势普华、都督弥势普华、怀朱普华、都尔弥势、八撒普华、旭烈普华、各尚、合剌普华、犹可理普华、脱烈普华。

## 家族：高昌偰氏
- 父：堊思弼
  - 兄：仳理伽普華
  - 岳璘帖穆爾
    - 儿子：益弥勢普華
    - 儿子：都督弥勢普華
    - 儿子：怀朱普華
    - 儿子：都尔弥势
    - 儿子：八撒普華
    - 儿子：旭烈普華
    - 儿子：各尚
    - 儿子：合剌普华
      - 孙子：偰文质
        - 曾孙：偰直堅
        - 曾孙：偰哲篤
          - 玄孙：偰逊
            - 偰长寿
            - 偰延寿
            - 偰福寿
            - 偰庆寿
              - 偰循

            - 偰眉寿

        - 曾孙：偰朝吾
        - 曾孙：偰列箎
        - 曾孙：偰玉立
        - 曾孙：偰理台
          - 玄孙：偰斯

      - 孙子：越倫質
        - 曾孙：善著

    - 儿子：独可理普華
    - 儿子：脱烈普華
- 叔父：多和思
  - 堂弟：撒吉思
    -       - 堂侄孙：答里麻

## 延伸阅读
[在维基数据编辑]
 《元史·卷124》，出自宋濂《元史》
 《新元史/卷136》，出自柯劭忞《新元史》